# Championnat d'Arabie saoudite de football 2025-2026
Navigation
Saudi Pro League
2024-2025 Saudi Pro League
2026-2027
La saison 2025-2026 de Saudi Pro League, connue sous le nom de « Roshn Saudi League » pour des raisons de parrainage avec Roshn, est la 51e édition du Championnat d'Arabie saoudite de football de première division.
Le Al-Ittihad Club est le tenant du titre après avoir remporté pour la 10e fois la compétition alors que le Neom SC, le Al-Najma SC et le Al-Hazem SC, sont promus à ce niveau de la compétition.

## Réglement
La Saudi Pro League 2025-2026 est composé de dix-huit clubs qui s'affrontent tous lors de confrontations aller et retour. Le champion est l'équipe qui obtient le plus grand nombre de points après les 34 journées de championnat. À la fin de la compétition, les trois premières équipes se qualifient pour la Ligue des champions Élite 2026-2027, le vainqueur de la Coupe du Roi d'Arabie saoudite de football 2025-2026 pour la Ligue des champions 2 2026-2027, le quatrième pour la Coupe du Golfe des clubs champions 2026-2027 et les trois derniers seront relégués en Saudi First Division League l'année suivante. Le champion se qualifie également pour la Supercoupe d'Arabie saoudite.
Le classement est calculé avec le barème de points suivant : une victoire vaut trois points, le match nul un. La défaite ne rapporte aucun point.
À égalité de points, les critères de départage sont les suivants :
1. Plus grand nombre de points dans les confrontations directes ;
2. Plus grande différence de buts dans les confrontations directes ;
3. Plus grande différence de buts générale ;
4. Plus grand nombre de buts marqués ;
5. Classement du Fair-Play.

Les règles 1 et 2 de départage des clubs lors des rencontres disputées entre eux ne peuvent s’appliquer que si les deux matchs les ayant opposés ont été joués.

## Participants
L'édition 2025-2026 est la 3e édition à dix-huit équipes, les trois promus de Saudi First Division League sont le Neom SC, le Al-Najma SC et le Al-Hazem SC. Ces trois clubs remplacent les trois clubs relégués, le Al-Wehda FC, le Al-Orobah FC et le Al-Raed SFC.
| Club            | Ville          | Classement 2024-2025 | Stade                                      | Capacité |
| --------------- | -------------- | -------------------- | ------------------------------------------ | -------- |
| Al-Ittihad Club | Djeddah        | 1er                  | Stade Roi-Abdallah                         | 60 000   |
| Al-Hilal FC     | Riyad          | 2e                   | Kingdom Arena                              | 30 000   |
| Al-Nassr FC     | Riyad          | 3e                   | Stade KSU                                  | 25 000   |
| Al-Qadisiyah FC | Khobar         | 4e                   | Stade du Prince Saud bin Jalawi            | 15 000   |
| Al-Ahli FC      | Djeddah        | 5e                   | Stade Roi-Abdallah                         | 60 000   |
| Al-Shabab FC    | Riyad          | 6e                   | Stade international du Roi-Fahd            | 67 000   |
| Al-Ettifaq FC   | Dammam         | 7e                   | Stade Prince Mohamed bin Fahd              | 35 000   |
| Al-Taawoun      | Buraydah       | 8e                   | Stade Al-Taawoun                           | 5 961    |
| Al-Kholood Club | Ar Rass        | 9e                   | Stade Al-Azem Club                         | 3 000    |
| Al-Fateh SC     | Al-Hasa        | 10e                  | Stade Prince Abdullah bin Jalawi           | 27 550   |
| Khaleej FC      | Saihat         | 11e                  | Prince Nayef ben Abdulaziz                 | 12 000   |
| Al-Riyadh FC    | Riyad          | 12e                  | Stade Prince Turki bin Abdulaziz           | 27 000   |
| Al-Fayha FC     | Al-Majma'ah    | 13e                  | Stade du Roi-Salmane                       | 7 000    |
| Damac FC        | Khamis Mushait | 14e                  | Prince Sultan bin Abdul Aziz Stadium       | 20 000   |
| Al-Okhdoud Club | Najran         | 15e                  | Prince Hathloul bin Abdul Aziz Sports City | 12 000   |
| Neom SC         | Neom           | 1er                  | Roi Khalid Sport City                      | 12 000   |
| Al-Najma SC     | Unaizah        | 2e                   | Stade Al-Najma Club                        | 3 000    |
| Al-Hazem SC     | Ar Rass        | 3e                   | Stade Al-Hazem Club                        | 3 000    |

Légende des couleurs
- Phase de groupe de la Ligue des champions Élite 2025-2026
- Phase de groupe de la Ligue des champions 2 2025-2026
- Phase de groupe de la Coupe du Golfe des clubs champions 2025-2026
- Promu de la Saudi First Division League 2024-2025

| \| Al-Ittihad Club Al-Ahli FC Al-Nassr FC Al-Hilal FC Al-Shabab FC Al-Riyadh FC Al-Taawoun FC Al-Fateh SC Al-Ettifaq FC Damac FC Al-Fayha FC Al-Khaleej FC Al-Okhdoud Club Al-Kholood Club Al-Hazem SC Al-Qadisiyah FC Neom SC Al-Najma SC \| Localisation des clubs engagés dans le championnat. |
| Al-Ittihad Club Al-Ahli FC Al-Nassr FC Al-Hilal FC Al-Shabab FC Al-Riyadh FC Al-Taawoun FC Al-Fateh SC Al-Ettifaq FC Damac FC Al-Fayha FC Al-Khaleej FC Al-Okhdoud Club Al-Kholood Club Al-Hazem SC Al-Qadisiyah FC Neom SC Al-Najma SC                                                           |

## Compétition

### Classement
| Rang | Équipe            | Pts | J | G | N | P | Bp | Bc | Diff |
| ---- | ----------------- | --- | - | - | - | - | -- | -- | ---- |
| 1    | Al-Ahli FC        | 0   | 0 | 0 | 0 | 0 | 0  | 0  | 0    |
| 2    | Al-Ettifaq FC     | 0   | 0 | 0 | 0 | 0 | 0  | 0  | 0    |
| 3    | Al-Fateh SC       | 0   | 0 | 0 | 0 | 0 | 0  | 0  | 0    |
| 4    | Al-Fayha FC       | 0   | 0 | 0 | 0 | 0 | 0  | 0  | 0    |
| 5    | Al-Hazem SC P     | 0   | 0 | 0 | 0 | 0 | 0  | 0  | 0    |
| 6    | Al-Hilal FC       | 0   | 0 | 0 | 0 | 0 | 0  | 0  | 0    |
| 7    | Al-Ittihad Club T | 0   | 0 | 0 | 0 | 0 | 0  | 0  | 0    |
| 8    | Khaleej FC        | 0   | 0 | 0 | 0 | 0 | 0  | 0  | 0    |
| 9    | Al-Kholood Club   | 0   | 0 | 0 | 0 | 0 | 0  | 0  | 0    |
| 10   | Al-Najma SC P     | 0   | 0 | 0 | 0 | 0 | 0  | 0  | 0    |
| 11   | Al-Nassr FC       | 0   | 0 | 0 | 0 | 0 | 0  | 0  | 0    |
| 12   | Al-Okhdoud Club   | 0   | 0 | 0 | 0 | 0 | 0  | 0  | 0    |
| 13   | Al-Qadisiyah FC   | 0   | 0 | 0 | 0 | 0 | 0  | 0  | 0    |
| 14   | Al-Riyadh FC      | 0   | 0 | 0 | 0 | 0 | 0  | 0  | 0    |
| 15   | Al-Shabab FC      | 0   | 0 | 0 | 0 | 0 | 0  | 0  | 0    |
| 16   | Al-Taawoun FC     | 0   | 0 | 0 | 0 | 0 | 0  | 0  | 0    |
| 17   | Damac FC          | 0   | 0 | 0 | 0 | 0 | 0  | 0  | 0    |
| 18   | Neom SC P         | 0   | 0 | 0 | 0 | 0 | 0  | 0  | 0    |

| Légende : Qualifications et relégations | Légende : Qualifications et relégations                                                                  |
| --------------------------------------- | --- |
|                                         | Phase de groupe de la Ligue des champions Élite 2026-2027                                                |
|                                         | Phase de groupe de la Ligue des champions 2 2026-2027                                                    |
|                                         | Phase de groupe de la Coupe du Golfe 2026-2027                                                           |
|                                         | Relégation en Saudi First Division League                                                                |
|                                         | T : Tenant du titre P : Promus de Saudi First Division League C : Vainqueur de la Coupe du Roi 2025-2026 |

### Résultats
| Résultats (▼dom., ►ext.)                                   | AFC | EFC | FSC | FFC | HSC | HFC | IC | KFC | KC | NSC | NFC | OC | QFC | RFC | SFC | TFC | DFC | NSC |
| Al-Ahli FC                                                 |     | -   | -   | -   | -   | -   | -  | -   | -  | -   | -   | -  | -   | -   | -   | -   | -   | -   |
| Al-Ettifaq FC                                              | -   |     | -   | -   | -   | -   | -  | -   | -  | -   | -   | -  | -   | -   | -   | -   | -   | -   |
| Al-Fateh SC                                                | -   | -   |     | -   | -   | -   | -  | -   | -  | -   | -   | -  | -   | -   | -   | -   | -   | -   |
| Al-Fayha FC                                                | -   | -   | -   |     | -   | -   | -  | -   | -  | -   | -   | -  | -   | -   | -   | -   | -   | -   |
| Al-Hazem SC                                                | -   | -   | -   | -   |     | -   | -  | -   | -  | -   | -   | -  | -   | -   | -   | -   | -   | -   |
| Al-Hilal FC                                                | -   | -   | -   | -   | -   |     | -  | -   | -  | -   | -   | -  | -   | -   | -   | -   | -   | -   |
| Al-Ittihad Club                                            | -   | -   | -   | -   | -   | -   |    | -   | -  | -   | -   | -  | -   | -   | -   | -   | -   | -   |
| Khaleej FC                                                 | -   | -   | -   | -   | -   | -   | -  |     | -  | -   | -   | -  | -   | -   | -   | -   | -   | -   |
| Al-Kholood Club                                            | -   | -   | -   | -   | -   | -   | -  | -   |    | -   | -   | -  | -   | -   | -   | -   | -   | -   |
| Al-Najma SC                                                | -   | -   | -   | -   | -   | -   | -  | -   | -  |     | -   | -  | -   | -   | -   | -   | -   | -   |
| Al-Nassr FC                                                | -   | -   | -   | -   | -   | -   | -  | -   | -  | -   |     | -  | -   | -   | -   | -   | -   | -   |
| Al-Okhdoud Club                                            | -   | -   | -   | -   | -   | -   | -  | -   | -  | -   | -   |    | -   | -   | -   | -   | -   | -   |
| Al-Qadisiyah FC                                            | -   | -   | -   | -   | -   | -   | -  | -   | -  | -   | -   | -  |     | -   | -   | -   | -   | -   |
| Al-Riyadh FC                                               | -   | -   | -   | -   | -   | -   | -  | -   | -  | -   | -   | -  | -   |     | -   | -   | -   | -   |
| Al-Shabab FC                                               | -   | -   | -   | -   | -   | -   | -  | -   | -  | -   | -   | -  | -   | -   |     | -   | -   | -   |
| Al-Taawoun FC                                              | -   | -   | -   | -   | -   | -   | -  | -   | -  | -   | -   | -  | -   | -   | -   |     | -   | -   |
| Damac FC                                                   | -   | -   | -   | -   | -   | -   | -  | -   | -  | -   | -   | -  | -   | -   | -   | -   |     | -   |
| Neom SC                                                    | -   | -   | -   | -   | -   | -   | -  | -   | -  | -   | -   | -  | -   | -   | -   | -   | -   |     |
| - Victoire à domicile - Match nul - Victoire à l'extérieur |     |     |     |     |     |     |    |     |    |     |     |    |     |     |     |     |     |     |

## Statistiques

### Classement des buteurs
|     | Buteur | Club | Buts |
| --- | ------ | ---- | ---- |
| 1er |        |      |      |
| 2e  |        |      |      |
| 3e  |        |      |      |
| 4e  |        |      |      |
| 5e  |        |      |      |

### Classement des passeurs
|     | Buteur | Club | Passes décisives |
| --- | ------ | ---- | ---------------- |
| 1er |        |      |                  |
| 2e  |        |      |                  |
| 3e  |        |      |                  |
| 4e  |        |      |                  |
| 5e  |        |      |                  |

## Bilan de la saison
| Championnat d'Arabie saoudite de football 2025-2026 |   |
| Champion                                            |   |
| Coupes et trophées                                  |   |
| Vainqueur de la Coupe d'Arabie saoudite 2025-2026   | 0 |
| Qualifications continentales                        |   |
| Ligue des champions Élite                           |   |
| Ligue des champions 2                               |   |
| Coupe du Golfe des clubs champions                  |   |
| Promotions et relégations                           |   |
| Promus en Saudi Pro League                          |   |
| Relégués en Saudi First Division League             |   |